# Marit Mikkelsplass
Marit Elisabeth Mikkelsplass (nacida como Marit Elisabeth Wold, Oslo, 22 de febrero de 1965) es una deportista noruega que compitió en esquí de fondo. 
Participó en tres Juegos Olímpicos de Invierno, obteniendo tres medallas de plata, en Calgary 1988 en la prueba de relevo (junto con Trude Dybendahl, Anne Jahren y Marianne Dahlmo), en Lillehammer 1994 en los 30 km, y en Nagano 1998 en el relevo (con Bente Martinsen, Elin Nilsen y Anita Moen-Guidon).
Ganó tres medallas en el Campeonato Mundial de Esquí Nórdico, en los años 1995 y 1997.

## Palmarés internacional
| Juegos Olímpicos   | Juegos Olímpicos      | Juegos Olímpicos  | Juegos Olímpicos |
| Año                | Lugar                 | Medalla           | Prueba           |
| ------------------ | --------------------- | ----------------- | ---------------- |
| 1988               | Calgary (Canadá)      | Medalla de plata  | Relevo 4 × 5 km  |
| 1994               | Lillehammer (Noruega) | Medalla de plata  | 30 km            |
| 1998               | Nagano (Japón)        | Medalla de plata  | Relevo 4 × 5 km  |
| Campeonato Mundial |                       |                   |                  |
| Año                | Lugar                 | Medalla           | Prueba           |
| 1995               | Thunder Bay (Canadá)  | Medalla de plata  | Relevo 4 × 5 km  |
| 1997               | Trondheim (Noruega)   | Medalla de plata  | Relevo 4 × 5 km  |
| 1997               | Trondheim (Noruega)   | Medalla de bronce | 30 km            |